# Hypsipetes everetti
Hypsipetes everetti é uma espécie de ave da família Pycnonotidae.
É endémica das Filipinas.
Os seus habitats naturais são: florestas subtropicais ou tropicais húmidas de baixa altitude.